# Return to Sender (film)
Return to Sender er en film instrueret af Bille August efter manuskript af Neal Purvis og Robert Wade.

## Handling
To danske verdensstjerner arbejdede sammen om at skabe denne historie fra dødsgangen. Connie Nielsen spiller den dødsdømte Charlotte, som den tidligere advokat Frank (Aidan Quinn) i filmens begyndelse udelukkende er ude på at udnytte. Da han forelsker sig i hende, og da det går op for ham, at hendes sag ikke er så simpel, udvider historien sig til en thrilleragtig kamp med tiden. Der er mange familieskeletter i skabet, som forsvarsadvokaten Susan Kennan (Kelly Preston) hjælper med at få adgang til. Det effektive manuskript, som er baseret på en virkelig historie, skyldes i øvrigt de to James Bond-forfattere, Neal Purvis og Robert Wade.